# PLCC

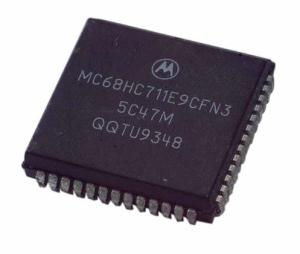
PLCCパッケージの例：マイクロコントローラ Motorola MC68HC711E9CFN3 in QFJ52 / PLCC52

PLCC（Plastic leaded chip carrier）とは、電気部品の半導体集積回路のパッケージの一種でQFJとも言う。

## 特徴
- 専用ソケットを使えば、部品交換が比較的簡単に行なえる。
- 専用ソケットを使わずに基板に直接ハンダ付けすることもあり、その場合でもソケット有りと無しとで同じ配線パターンで済ませられる。
- 表面実装のためプリント基板の配線が比較的自由となる。
- 専用ソケットから取り外すのにはピンセットに似る安価な専用工具を用いると簡単。精密ドライバーなどで強引に外すことも可能だが足が曲がる危険がある。
- 従来はプリント基板上の占有面積が比較的小さくて済んだが、近年ではより小さなパッケージと微細な外部接続ピンを持つ電子部品が一般化したため、むしろ占有面積が大きいといえる場合もある。

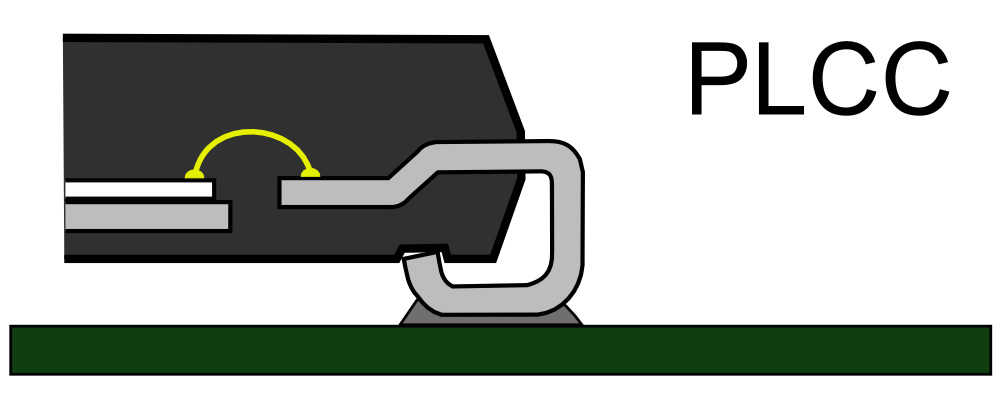
足部分の側面断面図

## 種類
- QFJ20 (PLCC20) - (10-0-10-0)
- QFJ32 (PLCC32) - (7-9-7-9)
- QFJ52 (PLCC52) - (13-13-13-13)
- QFJ68 (PLCC68) - (17-17-17-17)
- QFJ84 (PLCC84) - (21-21-21-21)

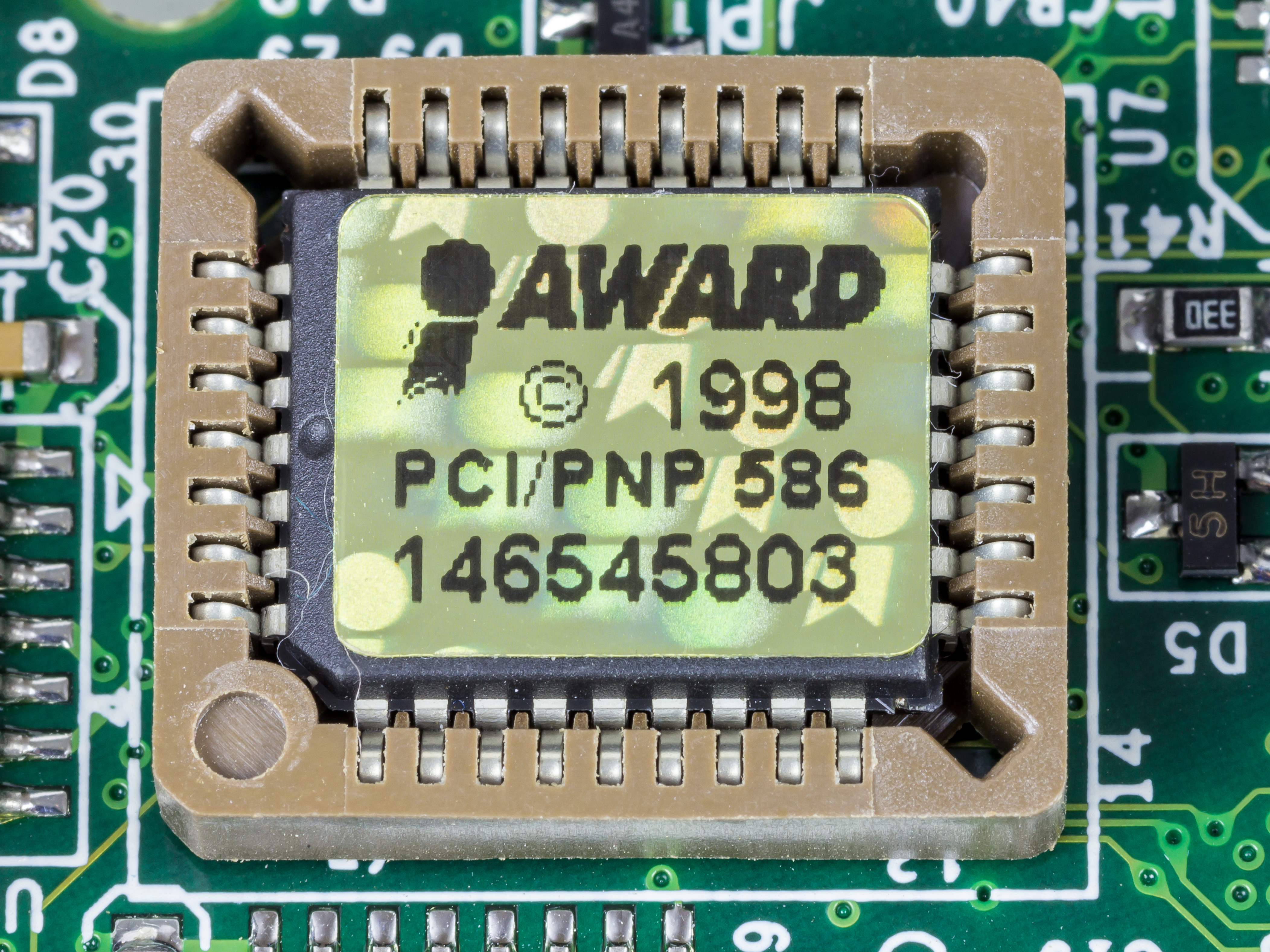
IC in der QFJ32(PLCC32) BIOS in QFJ32 / PLCC32

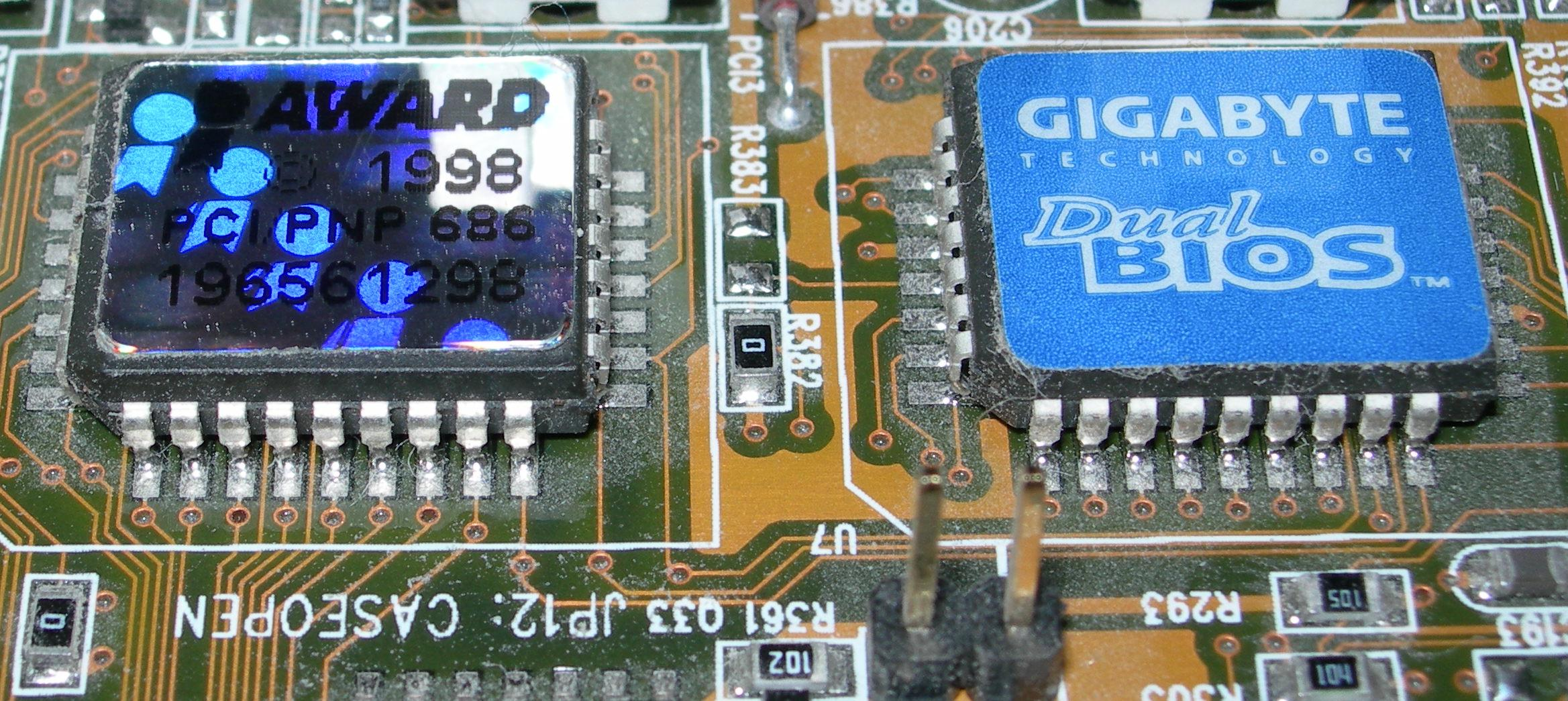
Gigabyte Technologyの DUAL BIOS in QFJ32 / PLCC32